# Forlandsundet

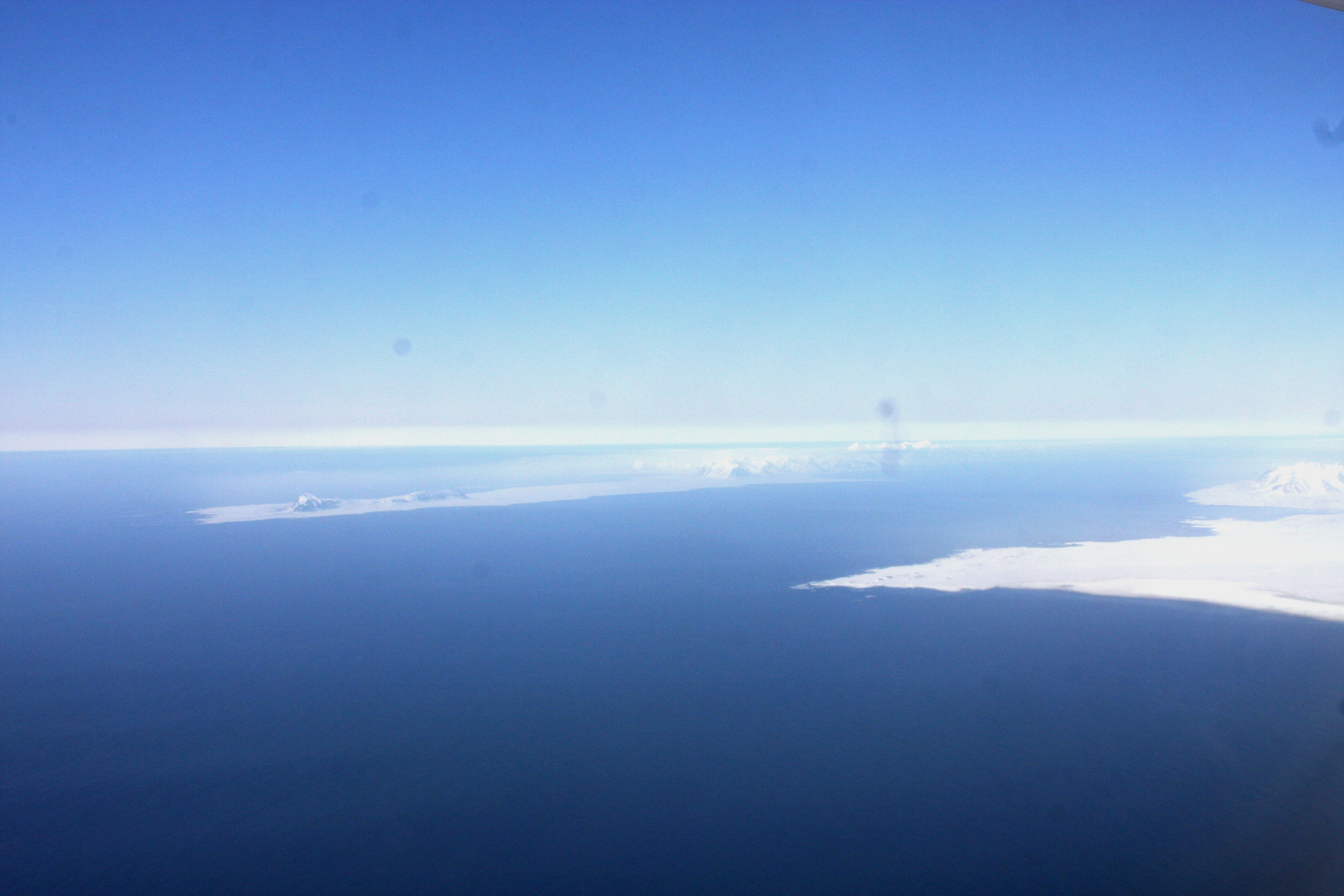

Le Forlandsundet est un détroit de 88 km de longueur séparant Prins Karls Forland et le Spitzberg au Svalbard.
Ses limites nord sont Fuglehuken à l'ouest et Kvadehuken (en) à l'est et ses limites sud sont Salpynten à l'ouest et Daudmannsodden (en) à l'est.